# カロル・フィラ
カロル・フィラ（Karol Fila, 1998年6月13日 - ）は、ポーランド・ポモージェ県グダニスク出身のプロサッカー選手。ズルテ・ワレヘム所属。ポジションはDF。

## クラブ経歴
2014年にレヒア・グダニスクと契約。2017年にトップチームに昇格し、7月22日のKSクラコヴィア戦でプロデビュー。プロ1年目の2017-18シーズンは、同年9月より4部リーグのチームにローン移籍でプレー。2018-19シーズンより出場機会が増え、先発に定着。同シーズンは国内カップ戦ポーランド・カップで優勝。以降チームの中心選手に成長した。
2021年6月24日、RCストラスブールと4年契約を締結したことが発表された。
2023年1月30日、2022-23シーズン終了までズルテ・ワレヘムにレンタル移籍することが決定した。

## 代表経歴
2019年から2年間、U-21ポーランド代表でプレーした。